# Municipio de Lyon (condado de Knox)
El municipio de Lyon (en inglés: Lyon Township) es un municipio ubicado en el condado de Knox en el estado estadounidense de Misuri. En el año 2010 tenía una población de 484 habitantes y una densidad poblacional de 3,31 personas por km².

## Geografía
El municipio de Lyon se encuentra ubicado en las coordenadas 40°10′23″N 92°15′40″O / 40.17306, -92.26111. Según la Oficina del Censo de los Estados Unidos, el municipio tiene una superficie total de 146.36 km², de la cual 145,43 km² corresponden a tierra firme y (0,64 %) 0,93 km² es agua.

## Demografía
Según el censo de 2010, había 484 personas residiendo en el municipio de Lyon. La densidad de población era de 3,31 hab./km². De los 484 habitantes, el municipio de Lyon estaba compuesto por el 96,9 % blancos y el 3,1 % eran de una mezcla de razas. Del total de la población el 0,41 % eran hispanos o latinos de cualquier raza.